# Сен-Назер-сюр-Шарант
Сен-Назе́р-сюр-Шара́нт (фр. Saint-Nazaire-sur-Charente) — коммуна во Франции, находится в регионе Пуату — Шаранта. Департамент коммуны — Шаранта Приморская. Входит в состав кантона Сент-Аньян. Округ коммуны — Рошфор.
Код INSEE коммуны — 17375.

## Население
Население коммуны на 2010 год составляло 1146 человек.
| 1962 | 1968 | 1975 | 1982 | 1990 | 1999 | 2010 |
| ---- | ---- | ---- | ---- | ---- | ---- | ---- |
| 797  | 770  | 664  | 855  | 834  | 850  | 1146 |